# Вен, Минг-На
Минг-На Вен (англ. Ming-Na Wen, Вэнь Минна (кит. 温明娜); род. 20 ноября 1963, Колосан, Макао) — американская актриса. Известна благодаря мультфильму «Мулан», где она озвучивала главную героиню. Также она играла одну из ведущих ролей Мелинды Мэй в сериале «Агенты „Щ.И.Т.“» по комиксам Marvel.

## Жизнь и карьера
Вэнь Минна окончила среднюю школу в пригороде штата Пенсильвания в городе Питтсбург, затем Университет Карнеги — Меллон. В 1995 году вышла замуж за Эрика Майкла Зи, уже имея двух детей. Ранее была замужем за американским сценаристом Кёрком Аанессом с 1990 по 1993 год.
Вен снималась в дневной мыльной опере «Как вращается мир» прежде чем произошёл её прорыв благодаря главной роли в фильме «Клуб радости и удачи» (1993). Её следующая значимая роль была в фильме «Уличный боец» (1994), а в 1998 году состоялся дебют актрисы на бродвейской сцене.
Вен хорошо известна благодаря озвучиванию главной героини мультфильма «Мулан» (1998), которая принесла ей премию «Энни» за лучшее озвучивание в кинофильме. В последующие годы она активно работала актёром озвучивания на телевидении и в кино, её, пожалуй, самым крупным проектом стала главная роль в анимационной картине 2001 года «Последняя фантазия: Духи внутри».
Вен добилась национальной известности благодаря роли доктора Чэнь Цзинмэй в телесериале NBC «Скорая помощь», в котором она снималась с 1999 по 2004 год. Актриса первоначально появилась в нескольких эпизодах первого сезона в 1995 г., прежде чем в 2000 году ей была предложена регулярная роль. Она покинула шоу в ходе одиннадцатого сезона. В начале 2005 года она была приглашена на главную роль в новой медицинской драме NBC «Непостижимо», но шоу было снято с эфира после нескольких эпизодов. В 2006 году она снялась в ещё одном недолго просуществовавшем сериале «Пропавшая», а в 2009—2011 годах снималась в сериале «Звёздные врата: Вселенная».
В конце 2012 года Вен была приглашена на одну из ведущих ролей в сериал ABC «Агенты «Щ.И.Т.»», основанный на одноимённом комиксе компании Marvel о вымышленной организации по борьбе с преступностью. Премьера сериала состоялась осенью 2013 года.
На стыке 2010-х и 2020-х годов актриса получила новую известность, исполнив и озвучив роль Феннек Шанд в сериалах по вселенной «Звёздные войны» — «Мандалорец», «Книга Бобы Фетта», «Звёздные войны: Бракованная партия».

## Фильмография

### Фильмы
| Год  | Название на русском             | Название на английском            | Роль                                           | Примечания                                                   |
| ---- | ------------------------------- | --------------------------------- | ---------------------------------------------- | ------------------------------------------------------------ |
| 1992 | Дождь без грома                 | Rain Without Thunder              | Заключённая                                    |                                                              |
| 1993 | Клуб радости и удачи            | The Joy Luck Club                 | Джун У Цзинмэй                                 |                                                              |
| 1994 | Последняя грань                 | Terminal Voyage                   | Хань                                           |                                                              |
| 1994 | Гонконг`97                      | Hong Kong 97                      | Кэти Чунь                                      |                                                              |
| 1994 | Уличный боец                    | Street Fighter                    | Чуньли                                         |                                                              |
| 1997 | Свидание на одну ночь           | One Night Stand                   | Мими Карлайл                                   |                                                              |
| 1998 | Мулан                           | Mulan                             | Фа Мулан                                       | Озвучивание Премия «Энни» за лучшее озвучивание в кинофильме |
| 1998 | 12 баксов                       | 12 Bucks                          | Джой                                           |                                                              |
| 1999 | Спаун 3: Решающая битва         | Spawn 3: Ultimate Battle          | Джейд / Лиза У                                 | Озвучивание, Direct-to-video                                 |
| 2001 | Последняя фантазия: Духи внутри | Final Fantasy: The Spirits Within | Аки Росс                                       | Озвучивание                                                  |
| 2002 | Лента снов                      | A Ribbon of Dreams                | Мэйлин                                         | Озвучивание                                                  |
| 2002 | Пикник у медвежонка Тэдди       | Teddy Bears' Picnic               | Кэти У                                         |                                                              |
| 2004 | Мулан 2                         | Mulan II                          | Фа Мулан                                       | Озвучивание, Direct-to-video                                 |
| 2004 | Совершенствование               | Perfection                        | Американка азиатского происхождения (взрослая) | Короткометражный фильм                                       |
| 2008 | Выпускной                       | Prom Night                        | Доктор Элиша Кроу                              |                                                              |
| 2009 | Пятое измерение                 | Push                              | Эмили У                                        |                                                              |
| 2010 | Бойс Бэнд                       | BoyBand                           | Джуди Робертс                                  |                                                              |
| 2012 | Супер циклон                    | Super Cyclone                     | Доктор Дженна Спаркс                           | Direct-to-video                                              |
| 2013 | Апрельский дождь                | April Rain                        | Хиллари                                        |                                                              |
| 2016 | Темнота                         | The Darkness                      | Венди                                          |                                                              |
| 2018 | Ральф против Интернета          | Ralph Breaks the Internet         | Мулан                                          | Озвучивание                                                  |
| 2018 | Восход Marvel: Тайные воины     | Marvel Rising: Secret Warriors    | Хала                                           | Озвучивание                                                  |
| 2019 | Восход Marvel: Железное сердце  | Marvel Rising: Heart of Iron      | Хала                                           | Короткометражный фильм, озвучивание                          |
| 2025 | Каратэ-пацан: Легенды           | Karate Kid: Legends               | мама Ли                                        |                                                              |

### Телевидение
| Год             | Название на русском                         | Название на английском                          | Роль                  | Примечания |
| --------------- | ------------------------------------------- | ----------------------------------------------- | --------------------- | --- |
| 1985            | Район Мистера Роджерса                      | MisteRogers' Neighborhood                       | Королевский Трубач    | 2 эпизода |
| 1988—1991       | Как вращается мир                           | As the World Turns                              | Льен Хьюз № 1         | Дневная мыльная опера, регулярная роль                                                                                         |
| 1994            | Исчезающий сын 2                            | Vanishing Son II                                | Мэй                   | Телефильм |
| 1994            | Американская девушка                        | All-American Girl                               | Эми                   | 1 эпизод |
| 1994            | Исчезающий сын 4                            | Vanishing Son IV                                | Мэй                   | Телефильм |
| 1995—1997       | Одинокий парень                             | The Single Guy                                  | Труди                 | Регулярная роль, 43 эпизода |
| 1997            | Истории со счастливым концом                | Happily Ever After: Fairy Tales for Every Child | Лань                  | 1 эпизод, озвучивание |
| 1998            | Искушение судьбы                            | Tempting Fate                                   | Эллен Моретти         | Телефильм |
| 1999            | Пропаганда                                  | Outreach                                        | Доктор Сара Кван      | Пилот |
| 1998—1999       | Спаун                                       | Spawn                                           | Лиза У                | 5 эпизодов, озвучивание |
| 2002            | Мышиный дом                                 | House of Mouse                                  | Фа Мулан              | 1 эпизод, озвучивание |
| 2004            | Приключения Джимми Нейтрона, мальчика-гения | The Adventures of Jimmy Neutron: Boy Genius     | Пегги Цу              | 1 эпизод, озвучивание |
| 2004            | Закон и порядок: Специальный корпус         | Law & Order: Special Victims Unit               | Ли Мэй                | 1 эпизод |
| 1995, 2000—2004 | Скорая помощь                               | ER                                              | Доктор Чэнь Цзинмэй   | Постоянная роль, 118 эпизодов Номинация — Премия Гильдии актёров США за лучший актёрский состав в драматическом сериале (2001) |
| 2005            | Робоцып                                     | Robot Chicken                                   | Мэри Кейт Олсен       | 1 эпизод, озвучивание |
| 2004—2005       | Бэтмен                                      | The Batman                                      | Детектив Элен Инь     | Регулярная роль, 16 эпизодов, озвучивание                                                                                      |
| 2005            | Непостижимо                                 | Inconceivable                                   | Рэйчел Лу             | Регулярная роль, 12 эпизодов                                                                                                   |
| 2006            | Джордж Лопес                                | George Lopez                                    | Профессор Лим         | 2 эпизода |
| 2006            | Пропавшая                                   | Vanished                                        | Агент Линь Мэй        | Регулярная роль, 13 эпизодов                                                                                                   |
| 2007—2015       | Финес и Ферб                                | Phineas and Ferb                                | Доктор Хирано         | Озвучивание |
| 2008            | Частная практика                            | Private Practice                                | Кара Вэй              | 1 эпизод |
| 2008            | Юристы Бостона                              | Boston Legal                                    | Мин Ван Шу            | 1 эпизод |
| 2007, 2010      | Два с половиной человека                    | Two and a Half Men                              | Линда Харрис          | 5 эпизодов |
| 2009—2011       | Звёздные врата: Вселенная                   | SGU Stargate Universe Kino                      | Камилла Рей           | Регулярная роль, 31 эпизод |
| 2011—2012       | Эврика                                      | Eureka                                          | Сенатор Микаэлла Вэнь | 7 эпизодов |
| 2012            | Время приключений с Финном и Джейком        | Adventure Time with Finn & Jake                 | Мать Финна            | 2 эпизода, озвучивание |
| 2013            | Нэшвилл                                     | Nashville                                       | Калиста Ривз          | 1 эпизод |
| 2013 — 2020     | Агенты «Щ.И.Т.»                             | Agents of S.H.I.E.L.D.                          | Агент Мелинда Мэй     | Регулярная роль Номинация — People’s Choice Award за лучшую женскую роль в новом сериале                                       |
| 2015 — 2019     | Вся правда о медведях                       | We Bare Bears                                   | Рэнджер Жао           | |
| 2016            | Агенты Щ.И.Т.: Йо-Йо                        | Agents of S.H.I.E.L.D.: Slingshot               | Агент Мелинда Мэй     | |
| 2016 — 2019     | Жаркие улочки                               | Hot Streets                                     | Су Парк               | |
| 2016 — 2019     | Закон Мёрфи                                 | Milo Murphy’s Law                               | Саванна               | |
| 2018            | Америка 2.0                                 | America 2.0                                     | Хелен Чанг            | Мини-сериал |
| 2020            | 50 штатов страха                            | 50 States of Fright                             | Сьюзан                | |
| 2020            | Аквафина: Нора из Куинса                    | Awkwafina Is Nora from Queens                   | Тётя Сандра           | |
| 2019            | Мандалорец                                  | The Mandalorian                                 | Феннек Шанд           | 4 эпизода |
| 2021            | Звёздные войны: Бракованная партия          | Star Wars: The Bad Batch                        | Феннек Шанд           | |
| 2021            | Книга Бобы Фетта                            | The Book of Boba Fett                           | Феннек Шанд           | |
| 2021            | Гремлины: Секреты Могваев                   | Gremlins: Secrets of the Mogwai                 | Фонг Винг             | |
| 2022            | Хитрости                                    | Hacks                                           | Джанет Стон           | |
| 2023—н.в.       | Гремлины                                    | Gremlins                                        | Фон Винг и Инь        | главная роль |